# 拓跋顺
拓跋顺（？—？），追尊魏昭成帝拓跋什翼犍的孙子，拓跋地干之子，北魏宗室、官员。

## 生平

### 柏肆之战
拓跋顺粗疏狠毒，登国初年，获赐爵位南安公。等到魏道武帝拓跋珪讨伐中山，留下拓跋顺留守京城云中。皇始二年（397年），北魏在柏肆之战中战败，逃回的军人说大军逃散，不知道魏道武帝的去向。拓跋顺听说后，打算自立为皇帝，幢将莫题说：“这是大事，不可以轻率，应该审慎等待以后的消息，否则不小的祸患就要到了。”拓跋顺接受莫题的劝谏作罢。当时贺兰部部帅附力眷、纥突邻部部帅匿物尼、纥奚部部帅叱奴根等人在阴馆聚集民众作乱，拓跋顺率领军队讨伐却没有取胜，北魏军队死了数千人，拓跋顺就留守宫廷，从白登向南进入繁畤故城，阻隔灅水固守，来安定人心。魏道武帝称赞他。天兴元年（398年）四月壬戌，拓跋顺被封为毗陵王，出任司隶校尉。

### 伐后秦
天兴五年（402年）六月，魏道武帝将要讨伐后秦，在京师东边郊区训练士兵，调度军队，命令镇西大将军毗陵王拓跋顺与豫州刺史长孙肥等三个将军率领六万骑兵为前锋，亲自率领大军随后出击。八月，魏道武帝下诏命令拓跋顺率领精锐骑兵出击，俘获姚兴披甲的骑兵数百，斩获首级一千多。

### 被废
魏道武帝喜好黄老之术，数次征召诸王和朝臣亲自为他们解说，在座之人没有不恭敬严肃的，只有拓跋顺躺着打呵欠，不回头而吐唾沫。魏道武帝大怒，在天兴六年（403年）七月废黜了拓跋顺的官职镇西大将军、司隶校尉。拓跋顺以王的身份在家中去世。

## 延伸阅读
[在维基数据编辑]
 《魏書·卷15》，出自魏收《魏书》